# Ricky Aitamai
Ricky Aitamai, né le 22 décembre 1991, est un footballeur international tahitien, évoluant au poste de milieu de terrain au sein du club de l'AS Vénus.

## Carrière
Joueur de l'AS Vénus et international tahitien à huit reprises entre 2013 et 2016, Ricky Aitamai participe à la Coupe des Confédérations 2013, jouant titulaire les trois matchs des Toa Aito mais ne pouvant pas empêcher l'élimination au premier tour. Il participe aussi aux éliminatoires des Coupes du monde 2014 et 2018, sans réussir à inscrire un but et à se qualifier pour le tournoi final.